# Obraz Matki Bożej Latyczowskiej
Matka Boża Latyczowska – Patronka Nowej Ewangelizacji – obraz namalowany około połowy XVI wieku, według wzoru wizerunku Matki Bożej Śnieżnej Salus Populi Romani z bazyliki Santa Maria Maggiore w Rzymie, przywieziony z Rzymu między 1594 a 1597.
Obraz przedstawia Matkę Bożą trzymającą w lewej ręce Dzieciątko, w prawej zaś berło. Wizerunek ten ma wysokie walory artystyczne, świadczące o tym, że mogło powstać w którymś z warsztatów włoskich. Święte postacie przyozdobiono sukienkami o precyzyjnie kutych motywach roślinnych. Tło dekoracyjnej okładziny zdobią zwisające kiście winogron, a głowę Maryi otacza 12 gwiazd. 
Około roku 1606 biskup kamieniecki Paweł Wołucki sprowadził do Latyczowa dominikanów, którzy przybyli z otrzymanym od Klemensa XVIII obrazem Matki Bożej jako błogosławieństwem na pracę misyjną. Został on umieszczony w ufundowanej przez Potockich pierwszej kamiennej świątyni. Od początku obecności w latyczowskiej świątyni obraz zasłynął wieloma cudami.
W 1648 podczas najazdu Chmielnickiego, chroniąc obraz, dominikanie zabrali go do Lwowa. w 1772 powrócił do Latyczowa, w związku z licznymi cudami na mocy dekretu Piusa VI, 4 października 1778 biskup bakowski Stanisław Rajmund Jezierski ukoronował uroczyście obraz złotymi koronami.
W 1832, po powstaniu listopadowym, rząd carski skasował klasztor w Latyczowie. W czasie I wojny światowej obraz był chroniony przez jakiś czas w Winnicy, powrócił do Latyczowa, ale już w 1920 w związku z najazdem bolszewików został przewieziony do Warszawy. Związek Kresowiaków postanowił o umieszczeniu go w świeżo budowanej Kaplicy Kresowej kościoła Niepokalanego Poczęcia NMP w Warszawie. W międzyczasie jednak decyzją władz kościelnych wrócił na Kresy – w roku 1933 do kościoła parafii Św. Trójcy w Lubomlu – do czasu, gdy w listopadzie 1935 roku został umieszczony w katedrze w Łucku. 6 sierpnia 1945 obraz opuścił Kresy Wschodnie wraz z siostrami służkami NMP i umieszczony w ich kaplicy w Lublinie. 

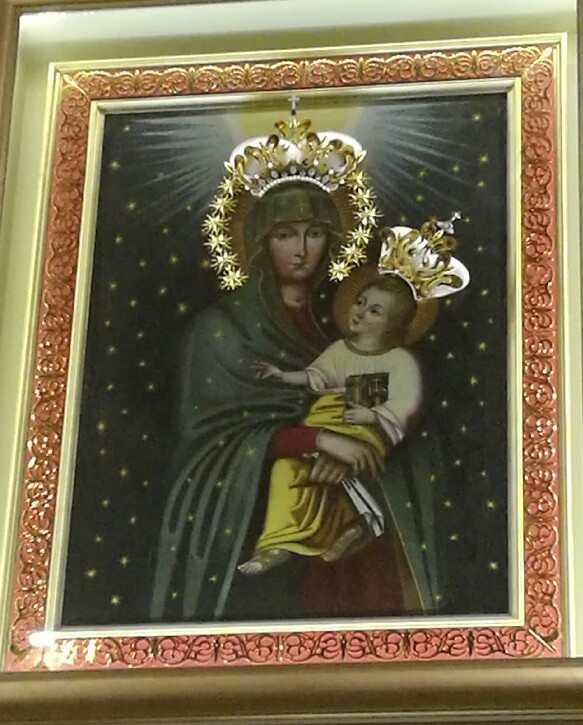
Cudowny Obraz w kościele Matki Bożej Różańcowej w Lublinie (2019)

4 października 2014 został na stałe przeniesiony do kościoła pw. Matki Bożej Różańcowej w Lublinie, który 7 października 2017 dekretem abp. Stanisława Budzika został ustanowiony sanktuarium Matki Bożej Latyczowskiej, Patronki Nowej Ewangelizacji. 7 października 2018 cudowny obraz Matki Bożej Latyczowskiej został rekoronowany przez arcybiskupa Stanisław Budzika złotymi koronami pobłogosławionymi przez papieża Franciszka.
Od 2006 w  Latyczowie znajduje się kopia wizerunku Matki Bożej Latyczowskiej pobłogosławiona 28 maja 2006 w Krakowie przez Benedykta XVI. Inna kopia obrazu znajduje się w kościele Niepokalanego Poczęcia NMP w Warszawie. Powstała ona w zastępstwie oryginalnego obrazu, który miał trafić do tego kościoła, ale ostatecznie wrócił na Kresy. Przetrwała II wojnę światową (mimo zniszczenia Kaplicy Kresowej) i jest otoczona lokalnym kultem. Biskup warszawski Tadeusz Pikus poświęcił ją 8 grudnia 2001 roku.
Wspomnienie Matki Bożej Latyczowskiej obchodzone jest 6 lipca.